# Onze-Lieve-Vrouw van Bijstandkerk (Flémalle-Haute)

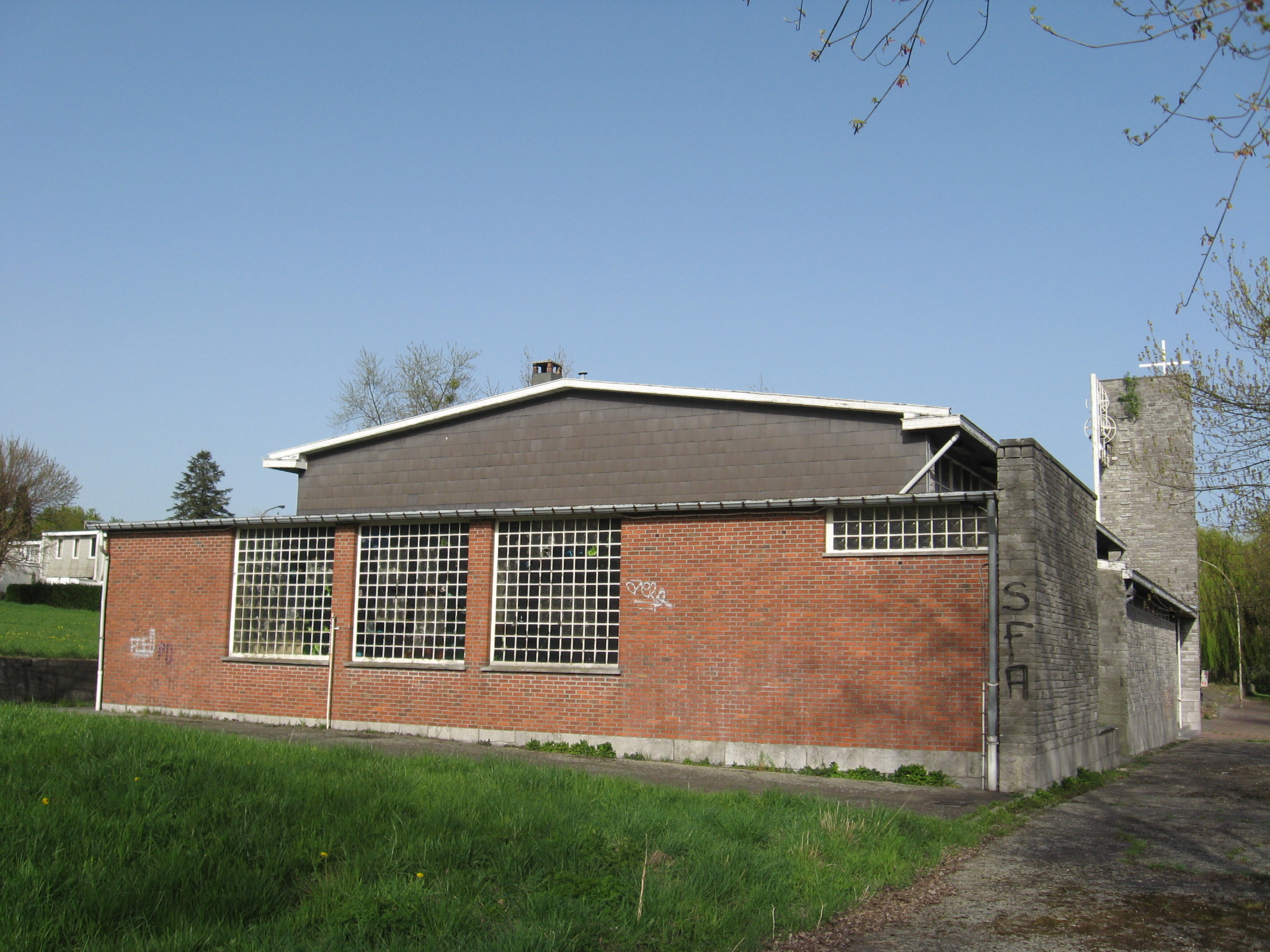
Onze-Lieve-Vrouw van Bijstandkerk

De Onze-Lieve-Vrouw van Bijstandkerk (Église Notre-Dame de Bon-Secours) is een parochiekerk aan de Rue du Beau Site in de wijk Les Trixhes. Deze wijk behoort tot Flémalle-Haute, een onderdeel van de Belgische gemeente Flémalle.
De kerk werd in 1958 gebouwd in modernistische stijl, naar ontwerp van de architect M.M. Noël. Voordien werd er gekerkt in de huidige Onze-Lieve-Vrouw van Bijstandkapel.
Het betreft een rechthoekig gebouw onder een vlak zadeldak, met links een aangebouwde klokkentoren, bestaande uit een rechthoekige muur van natuursteenblokken, waarachter zich een stalen constructie bevindt waarin de klokken hangen.